# Ganesh V
Ganesh V är ett berg i Kina. Det ligger i den autonoma regionen Tibet, i den sydvästra delen av landet, omkring 600 kilometer väster om regionhuvudstaden Lhasa. Toppen på Ganesh V är 6 770 meter över havet, eller 76 meter över den omgivande terrängen. Bredden vid basen är 0,41 km.
Runt Ganesh V är det ganska glesbefolkat, med 38 invånare per kvadratkilometer. Trakten runt Ganesh V består i huvudsak av gräsmarker.